# Jacques Perrin de Brichambaut
Jacques Perrin de Brichambaut (París, 18 de octubre de 1920-París, 17 de marzo de 2007) fue un destacado ornitólogo y coleccionista de huevos francés.

## Biografía
Nacido en París, Perrin de Brichambaut estudió derecho y ciencias políticas, especializándose en un comienzo en estudios de mercados trabajando para agencias de publicidad. En 1944 se alistó como voluntario para combatir en la Segunda Guerra Mundial, resultando gravemente herido tras un enfrentamiento cerca del lago de Constanza, por lo que recibiría la medalla militar y la Cruz de Guerra 1939-1945.
Apasionado por la ornitología desde muy joven, fundó junto a Michel Deramond un centro de estudios ornitológicos en Oise. Desde ese momento, empezó a recorrer Francia sin cesar junto a otro colega, Georges Guichard, para observar aves y describir su comportamiento, especialmente durante las épocas de nidificación.
Fue contemporáneo de grandes coleccionistas franceses y extranjeros, con quienes intercambió profusamente, formando una de las colecciones más destacadas de huevos de aves paleárticas. Su trabajo y rigor científico lo hicieron merecedor de reconocimiento por parte de naturalistas de todo el mundo.
A principios de la década de 1950, fue uno de los miembros fundadores de la primera asociación científica ornitológica de campo: el «Grupo de jóvenes ornitólogos» (Groupe des jeunes ornithologistes), con quienes editaría hasta 1968 la revista «Aves de Francia» (Oiseaux de France). Publicó numerosos artículos en dicha publicación así como en la revista Alauda, otra celebre publicación científica de la materia editada en Francia. Destacan particularmente sus artículos sobre el examen microscópico de la superficie de las cáscaras de huevos y sobre cucúlidos (subfamilia Cuculinae) europeos. Participó activamente en la antedicha revista con el apoyo de Henri Heim de Balsac, Noël Mayaud, René de Naurois, Jean-François Dejonghe, Pierre Nicolau-Guillaumet y muchos otros.
En 1956 se incorporó a la junta directiva de la Sociedad de Estudios Ornitológicos (Societè d’Études Ornithologiques, SEO), mientras que para 1993 se convirtió en uno de los principales impulsores de la fusión de la SEO y la SOF (Société Ornithologique de France), movimiento que daría origen a la Sociedad de Estudios Ornitológicos de Francia (Société d’Études Ornithologiques de France, SEOF). En 1994 se incorporó al consejo directivo de dicha corporación, la que presidió hasta su muerte.
Se comprometió firmemente con la investigación del fenómeno migratorio de las aves desde la creación misma del Centro de Investigación sobre Migraciones de Mamíferos y Aves (Centre de Recherches sur les Migrations des Mammifères et des Oiseaux, CRMMO), siendo pionero en la utilización del anillado en estudios ornitológicos.
Falleció el 17 de marzo de 2007 en París. Cumpliendo con la intención manifestada de que su colección se preservara en su totalidad, tanto sus «Cuadernos» como su colección oológica, que incluye cerca de 15 000 huevos, fueron donados al Museo de Historia Natural de Toulouse, donde forman parte de su colección de ornitología.

## Colección oológica

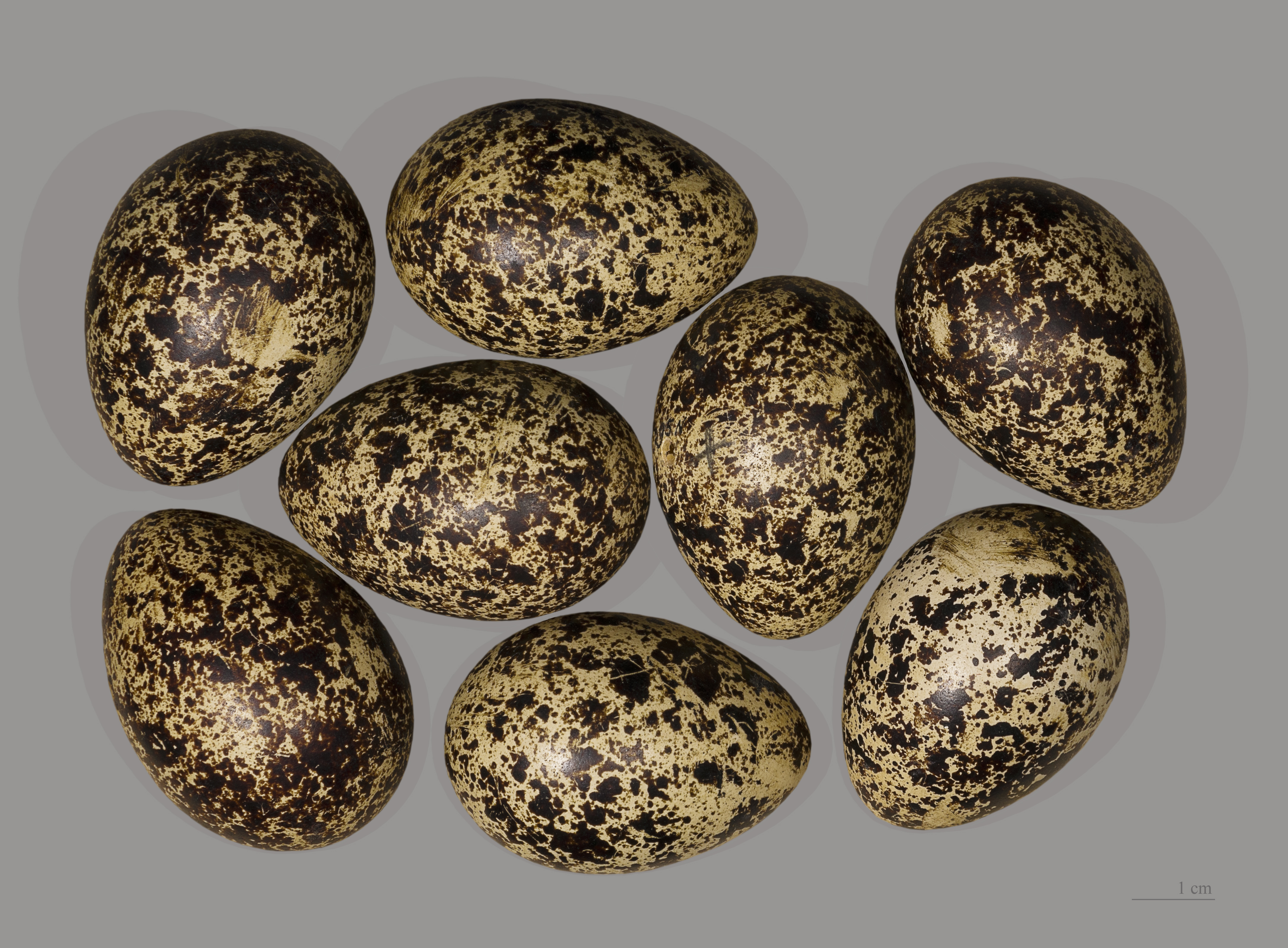
Lagopus lagopus scotica
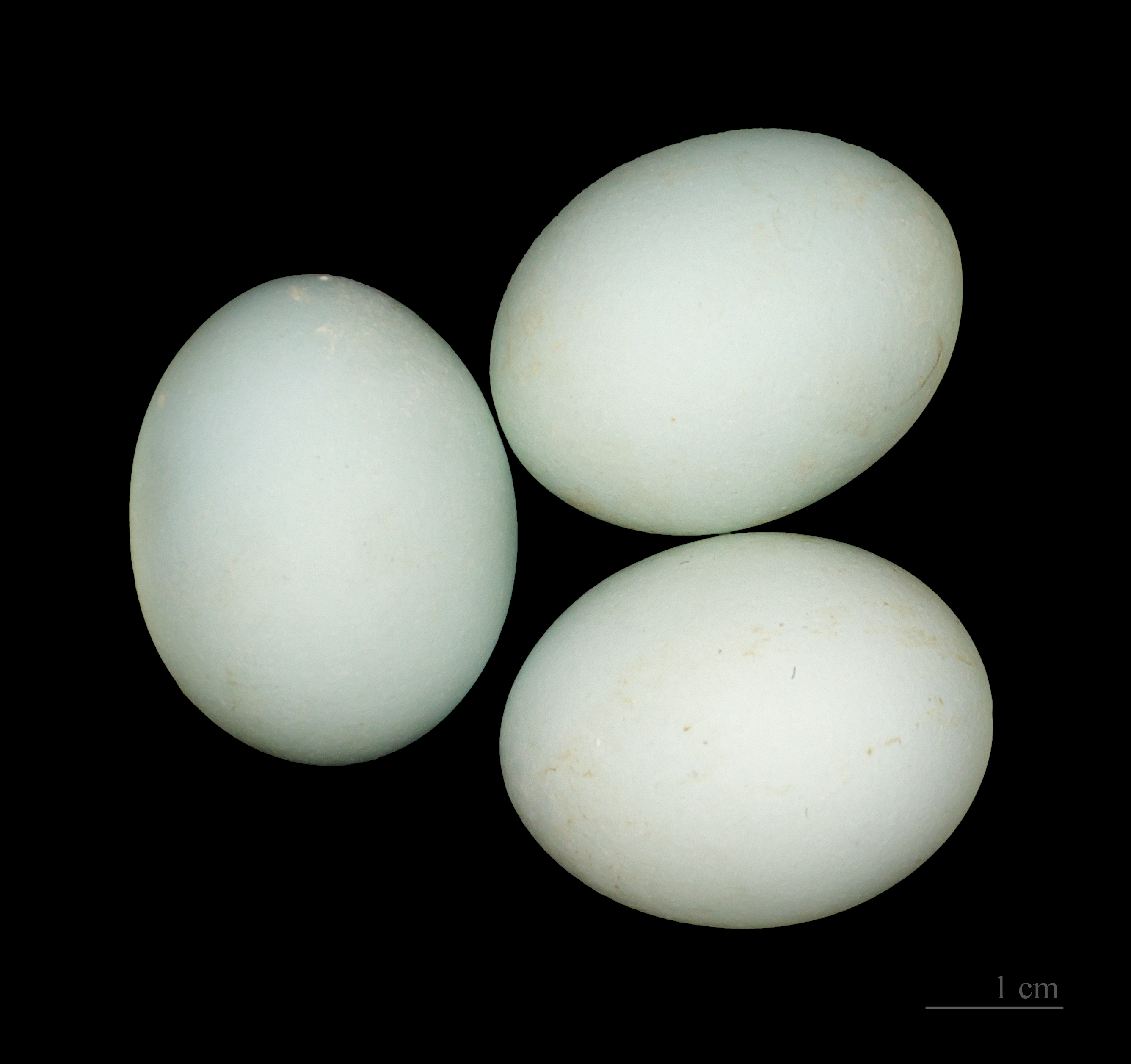
Ardeola ralloides
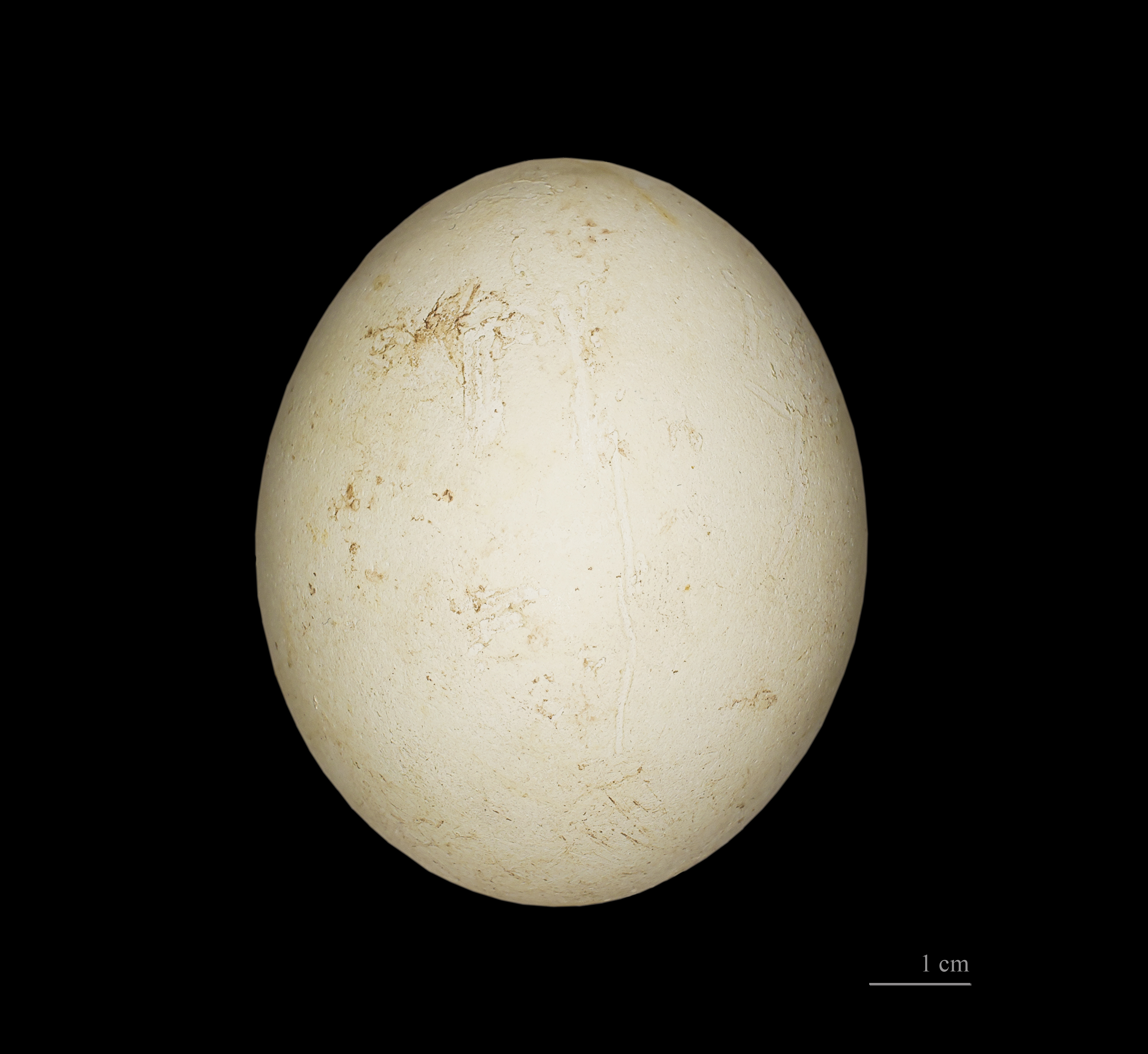
Pygoscelis adeliae
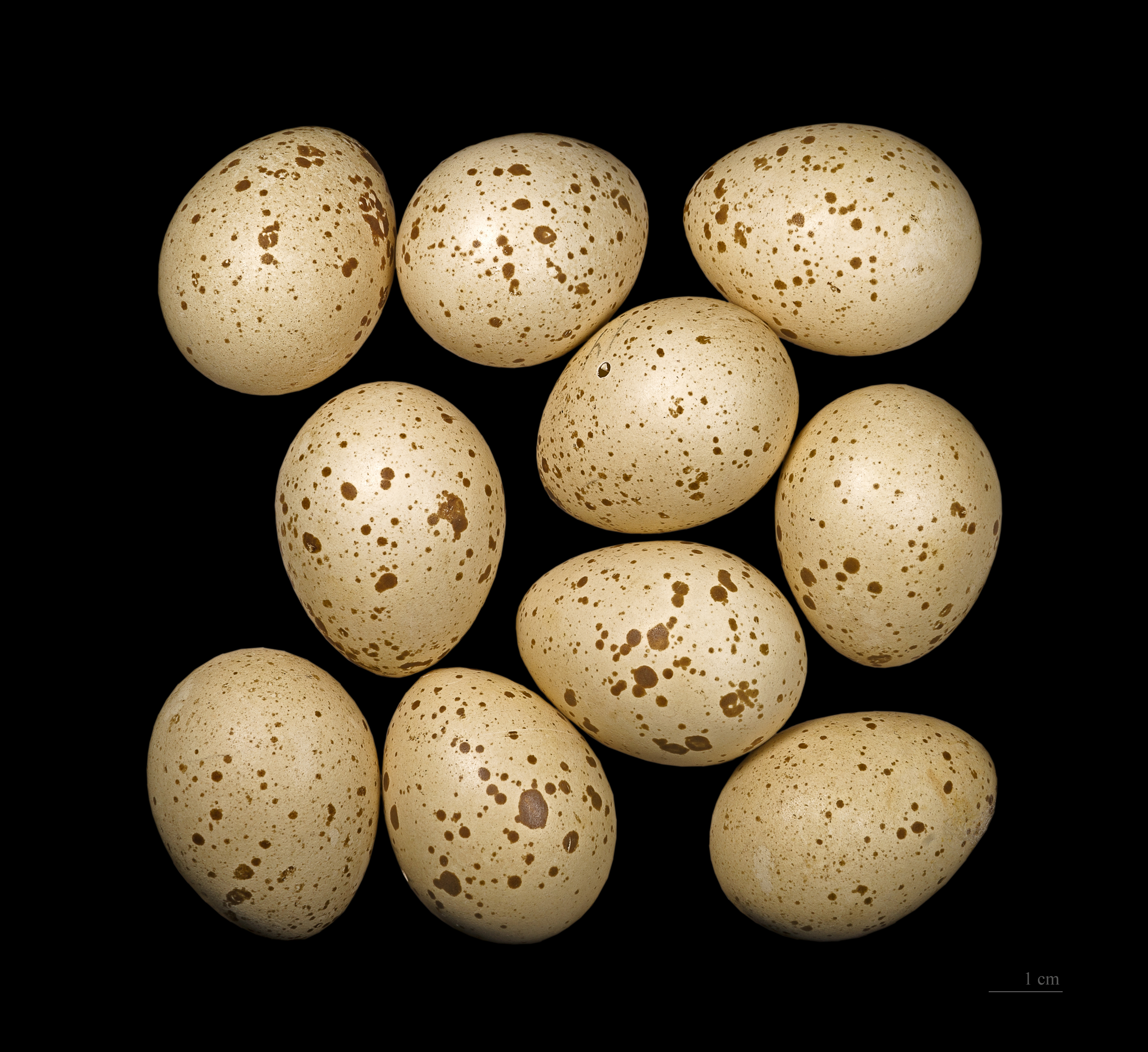
Tetrastes bonasia